# غوفر تكساني
غوفر تكساني (الاسم العلمي: Geomys texensis) (بالإنجليزية: Central Texas Pocket Gopher.)‏ هو نوع من القوارض يتبع جنس الغوفر من الفصيلة الغوفرية.